# Врятувати Шефа
Врятувати Шефа (англ. Chef Aid) - епізод 214 (№ 23) серіалу «South Park», прем'єра якого відбулася 7 жовтня 1998 року.

## Сюжет
Блукаючи по школі,  Картман наспівує «ти на першому місяці, на першому місяці (в перекладі MTV)» (англ. Stinky Britches); коли містер Гаррісон запитує, що це, той відповідає, що це новий хіт Саші Кольцової(в перекладі MTV). Коли пісеньку чує  Шеф, він дуже дивується і пояснює, що насправді ця пісня написана ним дуже давно, коли він був у рок-бізнесі. Разом з  Картманом,  Стеном,  Кайлом і  Кенні, Шеф приходить в звукозаписну компанію  Capitalist Records  і просить внести своє ім'я в список авторів нового хіта; однак ті у відповідь заявляють, що між піснями немає ніякої схожості і вони самі засудять його за домагання.
Містер Гаррісон дома кличе  містера прутик, але той йому «не відповідає»; він йде на кухню, і з жахом помічає, що містер Прутик лежить в киплячій каструлі. Містер Гаррісон везе гілочку в лікарню, але лікарі відмовляються лікувати містера прутика.
У суді на стороні Шефа виступає Джеральд Брофловські, який сподівається на успіх. Однак звукозаписна компанія наймає  Джонні Корена, який нищить присяжних тим же прийомом, яким він виправдав О Джей Сімпсона - «захистом Чубаки», який полягає в тому, що Корен прирівнює існування Чубаки з Ендора і що це немає сенсу, до виправдувального вироку. В результаті Шеф засуджується до величезного штрафу, який повинен бути виплачений протягом 24 годин, інакше Шеф буде арештований і посаджений у в'язницю на 4 роки.
Шеф сидить вдома в той час, коли його речі вилучаються, і гортає фотоальбом з пам'ятними фотографіями. Діти приходять його втішити за допомогою виконання Еріком «Німецького танцю», а потім помічають в альбомі його фото зі всілякими знаменитостями. Їм приходить в голову думка походити до рок-зірок в гості і продавати їм цукерки, щоб вони з поваги до Шефа допомогли їм набрати потрібну суму. Шеф же вирішує набрати потрібну суму, продаючи себе всім по черзі жінкам в місті. При цьому він уточнює, що хоче зібрати грошей не щоб сплатити штраф, а щоб самому найняти Джонні Кокрена і засудити звукозаписну компанію у відповідь.
Діти відвідують  Елтона Джона та інших знаменитих музикантів; почувши ім'я Шефа, вони згадують, як він допоміг їм досягти успіху, і купують цукерки. Стен також просить Джона написати пісню на його слова, присвячену  Венді. Шеф по черзі спить з усіма жінками в місті (в тому числі з  Шейлой з дозволу її чоловіка), але не встигає за відведені 24 години; гроші, зібрані хлопчиками, також не допомагають. Шефа садять до в'язниці.
Тим часом містер Гаррісон спілкується зі своєю новою лялькою,  містером прутиком. Потім він заглядає під ковдру, де лежить гілочка, і бачить, що вона зламана. В результаті пошуків того, хто це зробив, він знаходить у шафі  містера Капелюха. Містер Гаррісон, замотаний в один рушник, влаштовує сварку з містером Капелюхом посеред дороги; навколо нього збираються люди, доктор Доктор говорить, що збочення Гаррісона всім набридли, і  Барбреді ховає його за ґрати (в одну камеру з Шефом).
Дітям приходить в голову нова ідея - вони облаштовують невелику сцену, називають концерт «Дмопога Шефу» (англ. Chef Aid) і пропонують Картману виконати там «Німецький танець». Однак відвідувачі не затримуються. Несподівано до сцени під'їжджає Елтон Джон. Він пояснює дітям, що вирішив допомогти Шефу і привів своїх друзів; під'їжджає ще безліч машин з рок-зірками, і починається повномасштабна «Допомога Шефу». До сцени підтягуються глядачі, і поступово на фестиваль збираються майже всі жителі  Саут-Парку.
Тим часом Шеф і містер Гаррісон сидять в одній камері. Містер Гаррісон починає пояснювати ситуацію про містера Прутика і містера Капелюха, і Шеф зривається - він намагається пояснити Гаррісону, що всі ці «живі» ляльки є тільки породженням його хворобливої свідомості. Несподівано до в'язниці під'їжджає джип і врізається в стіну камери, звільняючи обох ув'язнених. Шеф і Гаррісон підходять до неї і бачать за кермом містера Капелюх; Шеф в шоці.
Вони приїжджають на Шефську допомогу. Всі глядачі дружно вітають Шефа, а на сцені збирається виступати Елтон Джон; хлопці зібрали купу грошей. У натовпі у містера Гаррісона відбувається розмова з двома ляльками; він говорить містеру Прутику про те, який він йому дорогий, на що той радить йому прислухатися до свого серця. Містер Гаррісон визнається, що любить містера Капелюха; містер Прутик бажає їм удачі, і містер Гаррісон залишається зі своєю звичайною і улюбленою лялькою.
На сцені Елтон Джон співає пісеньку про Венді, яка дуже задоволена. Керівник "Capitalist Records" робить спробу зірвати концерт - він підпилює одну з підтримуючих сцену балок. Концерт переривається. Однак серце Джонні Корена, що стоїть на концерті в першому ряду, раптово «виросло втричі», він починає співчувати Шефу і погоджується представляти його інтереси в суді безкоштовно.
Відбувається повторний суд. Кокрен ще раз блискуче застосовує захист Чубаки, і в результаті Шефу вдається перемогти. Тепер його ім'я виявляється в списку авторів «на першому місяці».

## Смерть Кенні
Під час концерту голову Кенні відкушує Оззі Осборн (відсилання до знаменитої історії з відкушеною головою  кажана). Стен реагує: «О боже! Оззі Осборн відкусив голову Кенні! », Кайл додає:« Покидьок! »
Пізніше, однак, Кенні можна помітити поруч зі Стеном (в той момент, коли Елтон Джон співає пісню для Венді).

## Поява музикантів
У самому епізоді з'являються такі музиканти (вони вказані як гості в титрах серії):
- Рік Джеймс
- Елтон Джон
- Оззі Осборн
- DMX
- Meat Loaf
- Primus
- Rancid
- Clash
- Ol 'Dirty Bastard
- The Crystal Method
- Ween

Протягом усього епізоду пародіюється цілий ряд характерних для цих музикантів деталей:
- Одним з порад, даних Елтону Джону Шефом, є «купи собі модних лах або типу того». Екстравагантні окуляри є, можливо, найвідомішою деталлю іміджу Елтона Джона. Крім того, Шеф знайомить Джона з поетом Берні Топіном.
- Шеф радить Міт Лоуф взяти цей псевдонім (в перекладі - «штруцель») замість іншого, Кус-кус (це - також назва страви).
- Екстравагантна група Primus виступає на сцені «шефської допомоги» в костюмах качок. На офіційному сайті серіалу на питання, чому вони зображені так, була відповідь: «Тому що вони Primus»[1].
- Оззі Осборн каже, що Шеф радив йому брати ноти вище, що йому почулося як «відкуси голову кажану»; тут мається на увазі відомий скандальний інцидент на його концерті, який приніс Оззі додаткову популярність. Цей момент пародіюється ще раз в сцені, коли Осборн відкушує голову Кенні.

Незабаром після виходу епізоду був випущений диск  Chef Aid: The South Park Album . В альбом увійшла 21 пісня - всі що пролунали (фрагментарно) в епізоді, а також записані спеціально для дискУ. Серед запрошених учасників «Chef Aid: The South Park Album» - багато вкрай відомих і значних рок і поп-музикантів. Цікаво, що одночасно з випуском альбому на Comedy Central демонструвався ролик «Chef - Behind The Menu», в якому всі ці музиканти, в тому числі Озборн, Елтон Джон і Страммер, а також продюсер Рорі Шастер, кухар Емір Лагесс і сам Айзек Хейз давали інтерв'ю наживо, говорячи про вплив, який Шеф надав на них і на весь музичний світ.

### Фотоальбом Шефа
У фотоальбомі Шефа, який він показує дітям, можна помітити його фото з Дженіс Джоплін, The Beatles, тим же Елтоном Джоном і Sex Pistols.

### Інші появи цих музикантів
- Елтон Джон раніше з'являвся в епізоді першого сезону «І покохав слон свиню»; однак, тоді як тут він озвучив сам себе, там він був озвучений Треєм Паркером. Крім того, він згадується в епізоді «Проблема з гландами», де повинен приїхати на благодійний вечір на підтримку хворого  СНІДом Картмана, але замість цього їде підтримувати хворих  раком.
- Primus написали заголовну пісню для серіалу, яка також увійшла на диск   Chef Aid . Їх пісня «John the Fisherman» звучить в  епізоді 1113.
- У 2000 році Паркер і Стоун зрежисували кліп «Even If You Do not» для Ween. (Вони є однією з улюблених груп Метта Стоуна [2] .)
- Оззі Орборн майнув серед інших музикантів в епізоді «Важкий християнський рок», де він виглядає так само, але нічого не говорить.
- Свою пісню з епізоду «Brad Logan» Rancid випустили синглом; на його обкладинці вони зображені граючі в гру «Футболь малого» з  Айком.

## Факти
- У цьому епізоді з'являються інопланетяни. Коли Шейла розплачується з Шефом, на купюрі видно зображення маленького інопланетянина; в подальшому всі гроші в епізоді - із зображенням прибульців.
- Канадка Аланіс Моріссетт зображена не як канадський, а як звичайний американський персонаж серіалу. Її роль озвучує  Тодді Уолтерс.
- Назва гелю для волосся, яким багаторазово користується продюсер, - «SPOOGE». Це сленгові назва еякуляції.
- Над постіллю містера Прутика висить зображення Леонардо Ді Капріо.
- Коли Шеф і містер Гаррісон сидять в тюрмі, на містера Гаррісона не надіто нічого, крім рушника, однак, коли вони їдуть на допомогу Шефу, той одягнений в свій звичайний одяг. Коли відбувається розмова між Гаррісоном, містером Капелюхом і містером Прутиком, він знову в одному рушнику.
- Суддя на процесі у Шефа носить прізвище Moses (натяк на Мойсея) через їх зовнішню схожість. Примітно також те, що адвокатом на цьому процесі виступає батько Кайла - єврей.
- Сцена з Картманом, танцюючим «німецький танець», пізніше була використана в одному з трейлерів фільму «Саут-Парк: великий, довгий і необрізаний».
- Номер будинку містера Гаррісона - 16405.
- Цікаво що коли Містер Гаррісон кидає Містера Капелюха на дорогу то під Містером Капелюхом з'являється пляма крові, в цій же серії він водить машину, в кінці серії «Літо це лажа» в лазні Містер Капелюх ворушив очима.
- У цьому епізоді Стен і Кайл, після смерті Кенні, змінюють свою звичну фразу на: «О, боже! Оззі Озборн відкусив голову Кенні! -Покидьок! »

## Значимість епізоду
Одна зі сцен з епізоду, коли на судовому процесі Шефа і звукозаписної компанії адвокат компанії Джонні Коран використовує особливий прийом - «Захист Чубаки» стала  ідіомним виразом. Приміром, його використовував в статті про дослідження ДНК криміналіст Томас О'Коннор. Політичний аналітик Елліс Уінер написав статтю, в якій порівнював критику  Дінеш Д'Суза обрання спікером Палати представників США  Ненсі Пелозі з захистом Чубаки; в статті він охарактеризував «захист Чубаки» як «хтось доводить свою точку зору за допомогою тверджень настільки абсурдних, що свідомість слухача відключається».
Інформаційне агентство  Ассошіейтед Прес  назвало «Захист Чубаки» однією з причин, завдяки яким Коран став помітною фігурою в поп-культурі.
Крім того, юрист Ерін Кеннеаллі написав статтю, в якій зробив спробу показати можливість спростування «захисту Чубаки» з наукової точки зору  . Ці дослідження були представлені Кеннеаллі разом з його колегою, Анджали Свінтон, на з'їзді Американської академії юридичних наук в 2005 року.